# Pseudantechinus roryi
Pseudantechinus roryi là một loài động vật có vú trong họ Dasyuridae, bộ Dasyuromorphia. Loài này được Cooper, Aplin & Adams mô tả năm 2000.